# Präfektur Tottori
Die Präfektur Tottori  (jap. 鳥取県 Tottori-ken) ist eine der Präfekturen Japans, die kleinste nach Bevölkerungszahl. Sie liegt in der von Wikipedia präferierten geographischen Regionaleinteilung von Japan in der Region Chūgoku auf der Hauptinsel Honshū von Japan, gehört aber auch dem Zweckverband Kansai an. Sitz der Präfekturverwaltung ist die gleichnamige Stadt (-shi) Tottori.

## Geschichte
Die alten Reichschroniken Kojiki und Nihonshoki aus dem frühen 8. Jahrhundert erzählen von einer Episode, die sich zur Zeit Kaiser Suinins im Jahr 213 zugetragen haben soll. Als Prinz Homutsuwake im Alter von 30 Jahren nach Anblick eines Schwans zum ersten Mal sprach, versprach Suinin denjenigen, der den Schwan fangen konnte, zu belohnen, woraufhin Ame-no-yu-kawa-tana den Titel (kabane) eines miyatsuko no totori ‚Oberhaupt der Vogelfang [= totori]-Zunft‘ erhielt.
Das japanische Wörterbuch Wamyō Ruijushō aus dem Jahr 938 für den Bezirk Aimi ein Dorf mit dem Namen Tottori auf dem Gebiet der heutigen gleichnamigen Stadt.
Während der Edo-Zeit entstand auf dem Gebiet der Provinzen Hōki und Inaba das Lehen (-han) Tottori, das von den Ikeda regiert wurde. Mit der Abschaffung von -han („Lehen“) und Einrichtung von -ken („Präfekturen“) 1871, wurde das Lehen Tottori zur ersten Präfektur Tottori, die jedoch 1876 der Präfektur Shimane zugeschlagen wurde. Am 12. September 1881 wurde sie wieder in ihren heutigen Grenzen aus dieser ausgegliedert.
Bei der Einführung der an preußisches Vorbild angelehnten modernen Gemeindeformen 1889 wurde Tottori in 238 Gemeinden eingeteilt: Die Hauptstadt Tottori als erste und bis 1927 einzige kreisfreie Stadt (-shi), vier kreisangehörige Städte und 233 Dörfer.

## Wirtschaft
Die Präfektur Tottori ist stark landwirtschaftlich geprägt und produziert hauptsächlich für den japanischen Binnenmarkt. Wichtige Produkte sind die Nashi-Birne, die Nagaimo-Samwurzel, die japanische Frühlingszwiebel und die Wassermelone. Die Präfektur ist auch ein wichtiger Produzent von Reis. Die Stadt Tottori hat sich vor auf die Herstellung von elektronischen Bauteilen und Geräten spezialisiert.

## Politik
- kaiha minshu („Fraktion Demokrat[ie/en]“; KDP): 7
- Fraktionslos: 6
- Kōmeitō: 3
- LDP: 19

Gouverneur Tottoris ist seit 2007 Shinji Hirai, er wurde bei den einheitlichen Regionalwahlen im April 2023 gegen nur einen, kommunistischen, Herausforderer mit über 90 % der Stimmen für eine fünfte Amtszeit bestätigt.  Bei der gleichzeitigen Parlamentswahl blieb die Liberaldemokratische Partei (LDP) mit 15 der 35 Sitze klar stärkste Partei.
Im nationalen Parlament ist Tottori durch zwei direkt gewählte Abgeordnete im Abgeordnetenhaus vertreten, auch nach der Wahl 2024 die Liberaldemokraten Ryōsei Akazawa (Wahlkreis 2, 2024: 62 %), Enkel von Innenminister Masamichi Akazawa, und Shigeru Ishiba (Wahlkreis 1, 2024: 85 %), Sohn von Innenminister und Gouverneur Jirō Ishiba und seit 2024 LDP-Parteivorsitzender-Premierminister. Im Rätehaus bildet Tottori zusammen mit dem benachbarten Shimane seit 2016 den vereinigten Einmandatswahlkreis Tottori-Shimane und hat mit der Wahl 2019 in beiden Hälften der Kammer seine eigenständige Vertretung verloren. Allerdings hat die LDP für 2019 eine Änderung bei der Verhältniswahl durchgesetzt, mit der Kandidaten von Wählerpreferenzen ausgenommen und auf Verhältniswahllisten fest gesetzt werden können. Die LDP nutzt das System, um den von der Einführung der vereinigten Wahlkreise betroffenen Parteiverbänden aus ländlichen Präfekturen mit vorher meist sicheren LDP-Sitzen weiterhin eine sichere Vertretung und somit parlamentarische Mitsprache unter anderem bei der Vergabe von Infrastrukturprojekten und Zuschüssen der Zentralregierung zu gewähren. So erhielt 2019 Shōji Mataichi aus Tottori die (erfolgreiche) LDP-Kandidatur im gemeinsamen Wahlkreis Tottori-Shimane, gleichzeitig Yasushi Miura aus Shimane den gesetzten Listenplatz 2 bei der Verhältniswahl. Bei der Wahl 2022 kandidierte Kazuhiko Aoki aus Shimane erfolgreich für die LDP im Mehrheitswahlwahlkreis Tottori-Shimane, dafür erhielt Kazuhiro Fujii aus Tottori den gesetzten LDP-Listenplatz 1 im landesweiten Verhältniswahlwahlkreis.
Tottori gehört zu den finanzschwächsten Präfekturen des Landes.

## Verwaltungsgliederung
Die Präfektur (県 -ken) Tottori gliedert sich in 4 kreisfreie Städte (市 -shi), 14 historisch kreisangehörige Kleinstädte (町 -chō) und ein Dorf (村 -son), letztere organisiert in 5 als Verwaltungseinheit ehemaligen, als geographische Einheit weiter verwendeten Landkreisen (郡 -gun). Die Stadt Tottori (Tottori-shi), Sitz der Präfekturverwaltung, ist seit April 2018 eine „Kernstadt“ (chūkakushi).
Am Anfang der Tabelle stehen die 4 kreisfreien Städte. Die Landkreise sind kursiv dargestellt, darunter jeweils eingerückt die (historisch kreisangehörigen) Städte sowie das Dorf innerhalb selbiger. Die Zugehörigkeit zu Tottori (ISO: JP-31) ist an den ersten beiden Stellen des Codes ersichtlich. Obwohl die Landkreise bereits als Verwaltungseinheit seit Jahrzehnten abgeschafft waren, als der Gebietskörperschaftscode eingeführt wurde, wurden auch ihnen für statistische Zwecke runde, durch 20 teilbare Schlüssel und den zugehörigen Gemeinden fortlaufend anschließende Nummern zugewiesen. Durch die großen Gebietsreformen des 20. und 21. Jahrhunderts sind aber vielerorts Lücken entstanden.
| Code                                 | Name                                 | Name                                 | Fläche (in km²) | Bevölkerung  | Bevölkerungs- dichte (Ew./km²) |         |
| Code                                 | lateinisch                           | japanisch                            | 1. Januar 2023  | 1. März 2021 | 01.10.2015                     |         |
| ------------------------------------ | ------------------------------------ | ------------------------------------ | --------------- | ------------ | ------------------------------ | ------- |
| 31201                                | Tottori-shi („Stadt Tottori“)        | 鳥取市                               | 765,31          | 187.323      | 193.717                        | 253,12  |
| 31202                                | Yonago-shi                           | 米子市                               | 132,42          | 147.210      | 149.313                        | 1127,57 |
| 31203                                | Kurayoshi-shi                        | 倉吉市                               | 272,06          | 46.269       | 49.044                         | 180,27  |
| 31204                                | Sakaiminato-shi                      | 境港市                               | 29,11           | 32.503       | 34.174                         | 1174,36 |
| 31300                                | Iwami-gun („Kreis Iwami“)            | 岩美郡                               | 122,32          |              | 11.485                         | 93,89   |
| 31302                                | Iwami-chō („Stadt Iwami“)            | 岩美町                               | 122,32          | 10.675       | 11.485                         | 93,89   |
| 31320                                | Yazu-gun                             | 八頭郡                               | 630,58          |              | 27.408                         | 43,46   |
| 31325                                | Wakasa-chō                           | 若桜町                               | 199,18          | 2834         | 3269                           | 16,41   |
| 31328                                | Chizu-chō                            | 智頭町                               | 224,70          | 6332         | 7154                           | 31,84   |
| 31329                                | Yazu-chō                             | 八頭町                               | 206,71          | 15.642       | 16.985                         | 82,17   |
| 31360                                | Tōhaku-gun                           | 東伯郡                               | 508,35          |              | 55.276                         | 108,73  |
| 31364                                | Misasa-chō                           | 三朝町                               | 233,52          | 5946         | 6.490                          | 27,79   |
| 31370                                | Yurihama-chō                         | 湯梨浜町                             | 77,93           | 15.972       | 16.550                         | 212,34  |
| 31371                                | Kotoura-chō                          | 琴浦町                               | 139,97          | 16.167       | 17.416                         | 124,43  |
| 31372                                | Hokuei-chō                           | 北栄町                               | 56,94           | 14.010       | 14.820                         | 260,27  |
| 31380                                | Saihaku-gun                          | 西伯郡                               | 447,51          |              | 41.977                         | 93,8    |
| 31384                                | Hiezu-son („Dorf Hiezu“)             | 日吉津村                             | 4,20            | 3520         | 3439                           | 818,81  |
| 31386                                | Daisen-chō                           | 大山町                               | 189,83          | 15.336       | 16.470                         | 86,76   |
| 31389                                | Nanbu-chō                            | 南部町                               | 114,03          | 10.275       | 10.950                         | 96,03   |
| 31390                                | Hōki-chō                             | 伯耆町                               | 139,44          | 10.491       | 11.118                         | 79,73   |
| 31400                                | Hino-gun                             | 日野郡                               | 599,46          |              | 11.047                         | 18,43   |
| 31401                                | Nichinan-chō                         | 日南町                               | 340,96          | 4033         | 4765                           | 13,98   |
| 31402                                | Hino-chō                             | 日野町                               | 133,98          | 2800         | 3278                           | 24,47   |
| 31403                                | Kōfu-chō                             | 江府町                               | 124,52          | 2587         | 3004                           | 24,12   |
| Zwischensumme -shi/kreisfreie Städte | Zwischensumme -shi/kreisfreie Städte | Zwischensumme -shi/kreisfreie Städte | 1.198,90        |              | 426.248                        | 355,53  |
| Zwischensumme -gun/Landkreise        | Zwischensumme -gun/Landkreise        | Zwischensumme -gun/Landkreise        | 2.308,23        |              | 147.193                        | 63,77   |
| 31000                                | Tottori-ken („Präfektur Tottori“)    | 鳥取県                               | 3.507,13        | 549.925      | 573.441                        | 163,51  |

## Größte Orte
| Census-Jahr | Einwohner | Einwohner | Einwohner | Einwohner |
| 2015        | 2010      | 2005      | 2000      |           |
| ----------- | --------- | --------- | --------- | --------- |
| Tottori     | 193.717   | 197.449   | 201.740   | 150.439   |
| Yonago      | 149.313   | 148.271   | 149.584   | 138.756   |
| Kurayoshi   | 49.044    | 50.720    | 52.592    | 49.711    |
| Sakaiminato | 34.174    | 35.259    | 36.459    | 36.843    |

Im genannten Zeitraum gab es bei den kreisfreien Städten keine Änderungen.

## Bevölkerungsentwicklung der Präfektur
| Census- Jahr | Gesamt- Bevölkerung | männliche Bevölkerung | weibliche Bevölkerung | Geschlechter- verhältnis Männer auf 1000 Frauen | Fläche in km2 | Bevölkerungs- dichte Einw. je km2 |
| ------------ | ------------------- | --------------------- | --------------------- | ----------------------------------------------- | ------------- | --------------------------------- |
| 1920         | 454.675             | 222.802               | 231.873               | 960,9                                           | 3489,48       | 130,30                            |
| 1925         | 472.230             | 230.580               | 241.650               | 954,2                                           | 3489,48       | 135,33                            |
| 1930         | 489.266             | 239.084               | 250.182               | 955,6                                           | 3489,48       | 140,21                            |
| 1935         | 490.461             | 239.301               | 251.160               | 952,8                                           | 3489,48       | 140,55                            |
| 1940         | 484.390             | 233.964               | 250.426               | 934,3                                           | 3489,48       | 138,81                            |
| 1945         | 563.220             | 255.525               | 307.695               | 830,4                                           | 3489,48       | 161,41                            |
| 1950         | 600.177             | 289.787               | 310.390               | 933,6                                           | 3488,50       | 172,04                            |
| 1955         | 614.259             | 297.015               | 317.244               | 936,2                                           | 3488,39       | 176,09                            |
| 1960         | 599.135             | 286.716               | 312.419               | 917,7                                           | 3488,39       | 171,75                            |
| 1965         | 579.853             | 275.572               | 304.281               | 905,6                                           | 3489,02       | 166,19                            |
| 1970         | 568.777             | 269.497               | 299.280               | 900,5                                           | 3491,70       | 162,89                            |
| 1975         | 581.311             | 277.151               | 304.160               | 911,2                                           | 3491,78       | 166,48                            |
| 1980         | 604.221             | 289.946               | 314.275               | 922,6                                           | 3492,34       | 173,01                            |
| 1985         | 616.024             | 295.511               | 320.513               | 922,0                                           | 3492,70       | 176,37                            |
| 1990         | 615.722             | 294.899               | 320.823               | 919,2                                           | 3497,79       | 176,03                            |
| 1995         | 614.929             | 294.414               | 320.515               | 918,6                                           | 3507,01       | 175,34                            |
| 2000         | 613.289             | 293.403               | 319.886               | 917,2                                           | 3507,17       | 174,87                            |
| 2005         | 607.012             | 290.190               | 316.822               | 915,9                                           | 3507,25       | 173,07                            |
| 2010         | 588.667             | 280.701               | 307.966               | 911,5                                           | 3507,28       | 167,84                            |
| 2015         | 573.441             | 273.705               | 299.736               | 913,2                                           | 3507,05       | 163,51                            |

## Sehenswürdigkeiten und Landmarken (Auswahl)

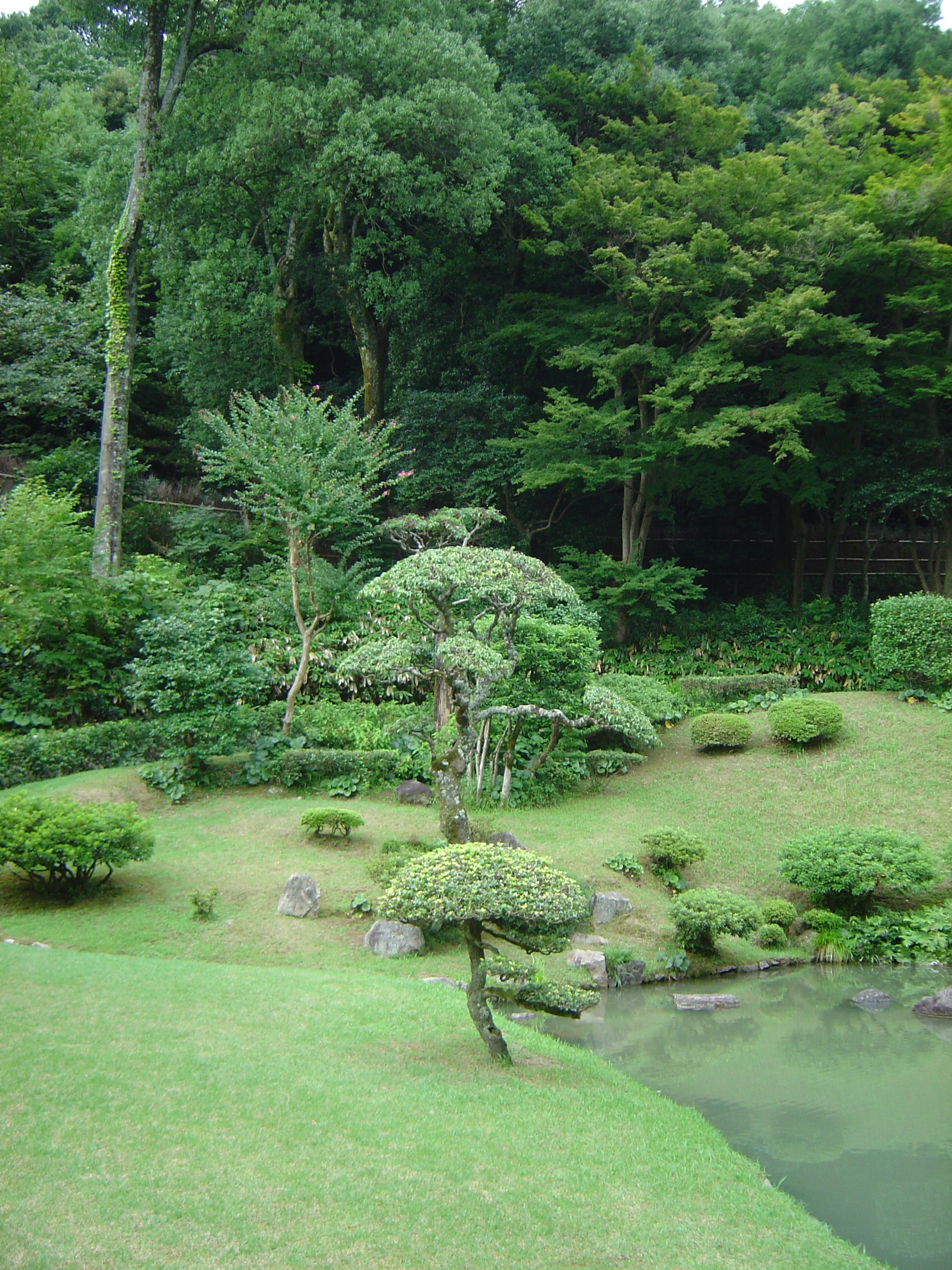
Tottori Kannon-in
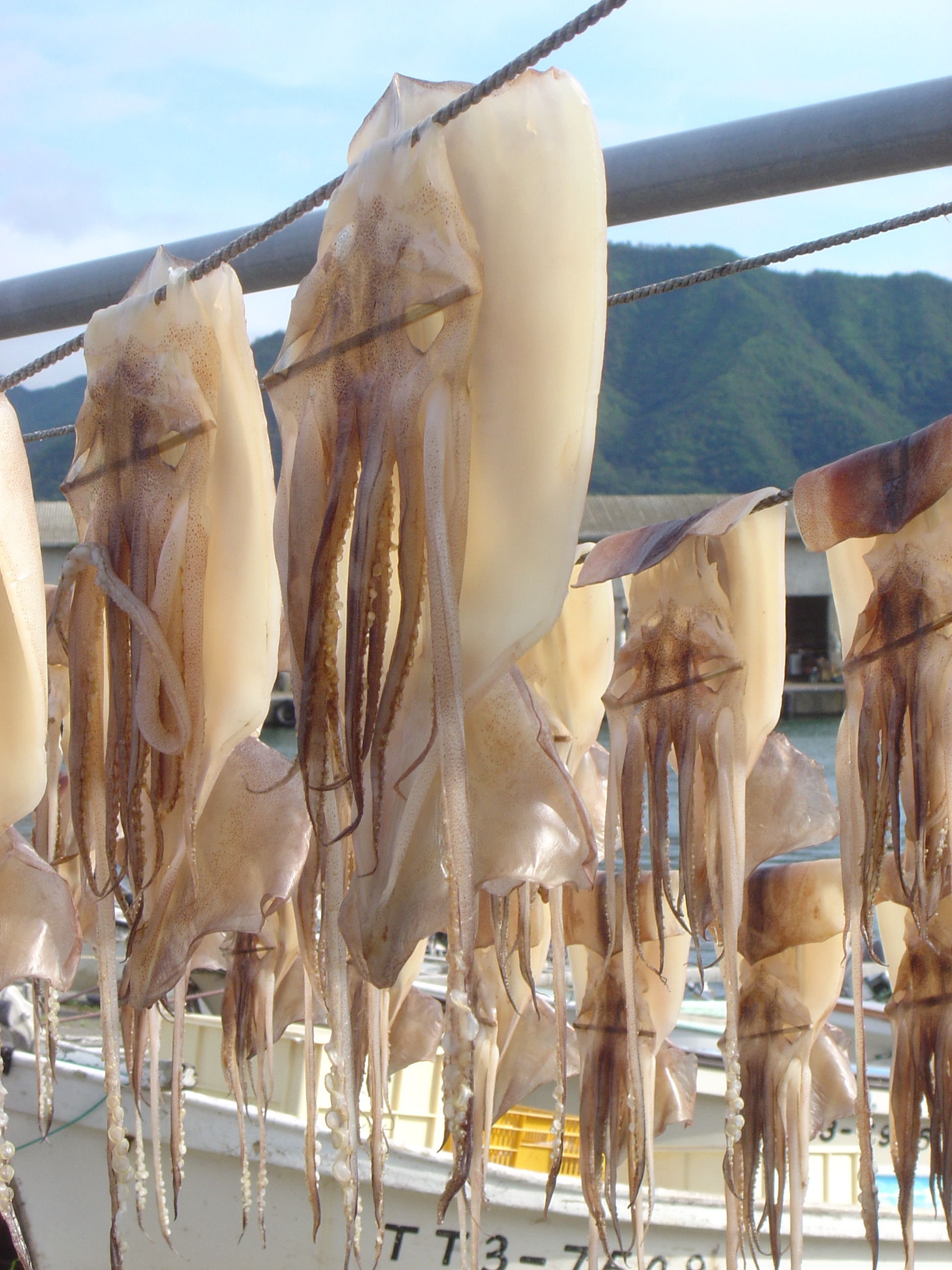
Getrockneter Tintenfisch
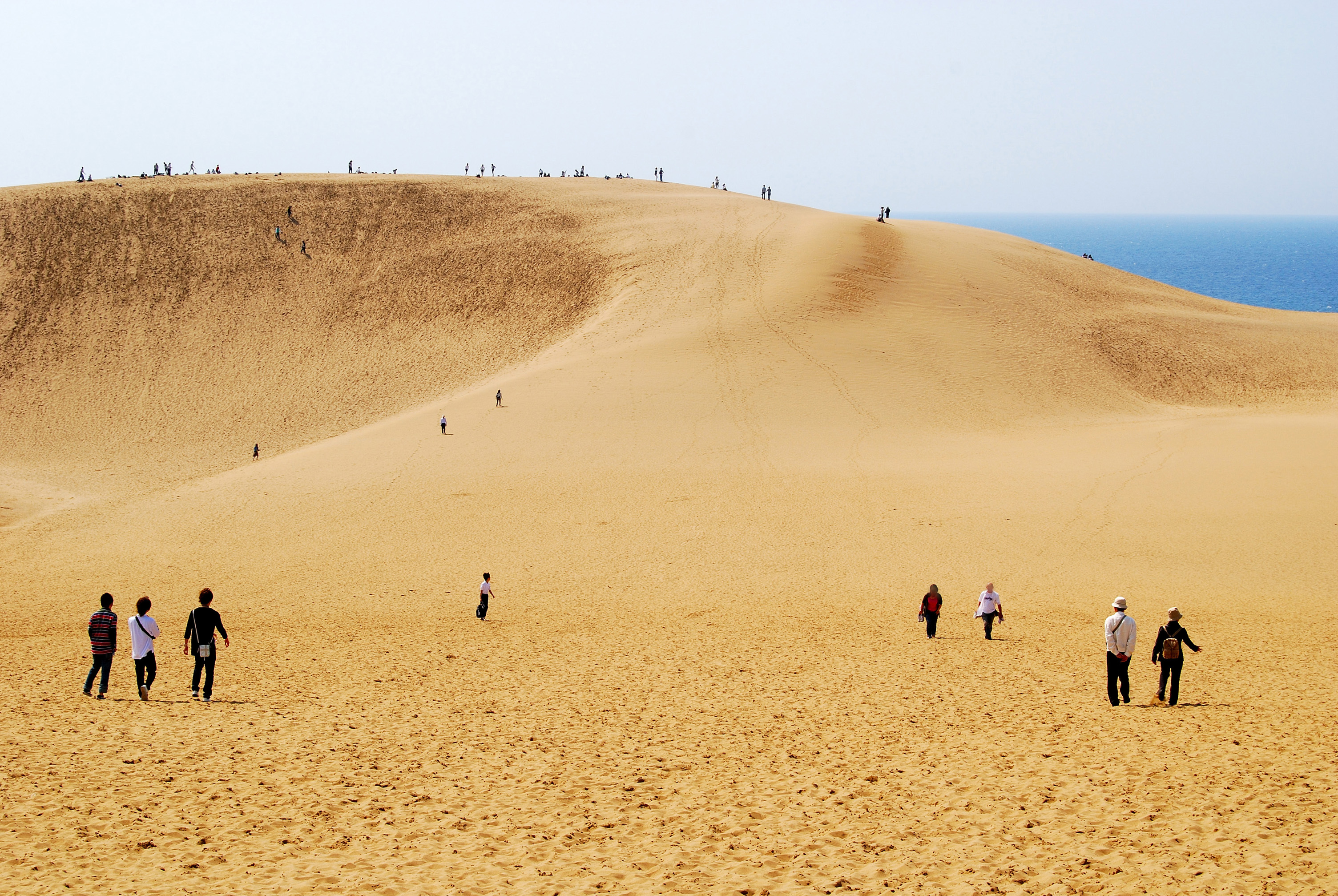
Sanddünen